# Harold Haenel
Harold Haenel, född den 18 oktober 1958 i Saint Louis, är en amerikansk seglare.
Han tog OS-guld i starbåt i samband med de olympiska seglingstävlingarna 1992 i Barcelona.